# Krynki (województwo mazowieckie)
Krynki – wieś w Polsce położona w województwie mazowieckim, w powiecie siedleckim, w gminie Paprotnia. Ma status sołectwa. 
Wierni Kościoła rzymskokatolickiego należą do parafii św. Bartłomieja Apostoła w Paprotni.
W latach 1975–1998 miejscowość administracyjnie należała do województwa siedleckiego.
We wsi działa założona w 1958 jednostka ochotniczej straży pożarnej.